# Acrotaeniostola flavoscutellata
Acrotaeniostola flavoscutellata es una especie de insecto del género Acrotaeniostola de la familia Tephritidae del orden Diptera.

## Historia
Shiraki la describió científicamente por primera vez en el año 1933.